# Len žlutý
Len žlutý (Linum flavum) je dvouděložná rostlina z čeledi lnovitých (Linaceae). Některé starší taxonomické systémy ji řadily společně s dalšími dřevitými zástupci do podčeledi Hugonioideae.

## Popis
Jedná se o vytrvalou, vzpřímeně rostoucí rostlinu s mírně zdřevnatělým stonkem a oddenkem dosahující výšky 20 až 60 centimetrů. ve spodní části oblé, výše hranaté někdy až křídlaté, větvené obvykle pouze v květenství. Listy střídavé, dolní obvejčité a tupé, horní kopinaté a špičaté, všechny listy s úzkým bílým lemem při okraji čepele. Květenstvím je nepravidelný vidlan, s počtem květů 25–40. Kališní lístky úzce vejčité, korunní lístky klínovitě obvejčité, tupě zašpičatělé, zbarvené sytě žlutě (náš jediný žlutokvětý len). Plodem je tobolka, 4 až 5 milimetrů dlouhá a hnědá. Semena jsou protáhlá, 1,8 až 2,2 milimetru dlouhá, plochá, hladká a hnědá.

## Rozšíření ve světě
Len žlutý má rozšíření ve střední a východní Evropě, Malé Asii – vyskytuje se v oblasti od východních Alp po předhůří Uralu, na jihu zasahuje až na Apeninský a Balkánský poloostrov. Izolovaně roste též v Turecku.

## Rozšíření v České republice
Na našem území se vyskytuje ve dvou oddělených areálech. Na území Čech především v Českém středohoří, Džbánu a v Polabí. Na jižní Moravě poměrně hojně především v oblasti Bílých Karpat, na Pálavě, v Jihomoravské pahorkatině a rovněž na Hané. V Českém středohoří a Dolním Poohří se vyskytuje na několika lokalitách tzv. bílých strání. Vyskytoval se hojně také na chráněném nalezišti Bělák u Radovesic, které zaniklo zasypáním Radovesickou výsypkou. Jeho výskyt v této části Českého středhoří zachránil Tým Bořena přestěhováním rostlin v letech 1985–1992 na náhradní lokality, z nichž jedna (Trupelník) byla později vyhlášena přírodní rezervací.

## Ohrožení
Len žlutý je v "Seznamu zvláště chráněných druhů rostlin uvedeném vyhláškou Ministerstva životního prostředí ČR č. 395/1992 Sb. ve znění vyhl. č. 175/2006 Sb." považován za druh ohrožený (§3) a v "Červeném seznamu cévnatých rostlin České republiky: třetí vydání" je hodnocen jako silně ohrožený druh (C2b). Podle červeného seznamu IUCN z roku 2017 jde o zranitelný druh (VU).